# Edificio Las Torres
El Edificio Las Torres es un rascacielos y edificio pionero del urbanismo vertical en la ciudad española de Pontevedra.
El edificio, inicialmente conocido como Edificio Osorio, marcó un antes y un después en la arquitectura urbana de Pontevedra. Es el primer rascacielos de la ciudad, su edificio más alto y un emblema de modernidad, crecimiento y ambición constructiva en la década de 1960.

## Ubicación
El Edificio Las Torres está situado en el número 14 de la calle García Camba, en el Ensanche de la capital pontevedresa. Se encuentra en la esquina con la calle Andrés Muruais y se alza al final de la calle Daniel de la Sota.

## Origen del nombre
El edificio Las Torres de Pontevedra recibe ese nombre debido a su altura excepcional para la época y al hecho de que fue el primer rascacielos de la ciudad. Aunque originalmente se conocía como Edificio Osorio, por su promotor, su imponente verticalidad hizo que la ciudadanía lo empezara a llamar popularmente "Las Torres", en alusión a sus numerosas alturas, que lo hacían destacar claramente sobre el resto del entorno urbano.

## Historia
La historia del Edificio Las Torres se inició el 18 de noviembre de 1959, cuando Antonio Osorio Rodríguez, un empresario orensano hecho a sí mismo, adquirió mediante subasta pública un solar de 284 metros cuadrados situado en la intersección de las calle García Camba y Andrés Muruais, en pleno centro de Pontevedra. Por dicho terreno abonó 650.000 pesetas, una suma considerable para la época, que anticipaba la ejecución de una construcción de gran envergadura.
El proceso de preparación del terreno comenzó en septiembre de 1960 con el destierre del solar, marcando así el inicio efectivo de las obras. El edificio fue concebido desde el primer momento como una construcción singular, tanto por su emplazamiento estratégico como por su planteamiento arquitectónico. El diseño original contemplaba una estructura de siete plantas sobre un bajo comercial; sin embargo, el dinamismo urbano de una ciudad en plena transformación pronto motivó la ampliación del proyecto.
En enero de 1962, con la obra ya en curso, el Ayuntamiento de Pontevedra autorizó una primera modificación que elevaba el edificio a doce alturas. Apenas tres meses después, se concedió un nuevo permiso que permitía alcanzar las catorce plantas definitivas para viviendas. Estas ampliaciones se enmarcaban en la política municipal de modernización del entorno urbano, que buscaba adaptar la ciudad a los nuevos tiempos y a las dinámicas arquitectónicas que ya se manifestaban en otras capitales gallegas.
El diseño del edificio fue obra de los arquitectos municipales Alfonso Barreiro Buján y Emilio Quiroga Losada, en colaboración con el aparejador Mariano de Pedro. La construcción del edificio constituyó un claro ejemplo de interacción entre la iniciativa privada y las instituciones públicas, y su culminación representó un hito en el proceso de verticalización del centro urbano de Pontevedra.
La inauguración oficial tuvo lugar el 29 de marzo de 1964, coincidiendo con el Domingo de Pascua. Con motivo de este acontecimiento,  el promotor Antonio Osorio ofreció un almuerzo gratuito a los residentes del Asilo de Ancianos Virgen del Camino, servido por el reconocido restaurante "Calixto" sito en la calle de Benito Corbal.
En el año 2003, el edificio fue objeto de una destacada intervención de rehabilitación que abarcó no solo la renovación de su fachada, sino también la mejora integral de las condiciones de habitabilidad y de los servicios comunitarios interiores. La singularidad del inmueble supuso un desafío adicional durante la ejecución de la obra, lo que incrementó su valor tanto desde el punto de vista técnico como arquitectónico.

## Descripción

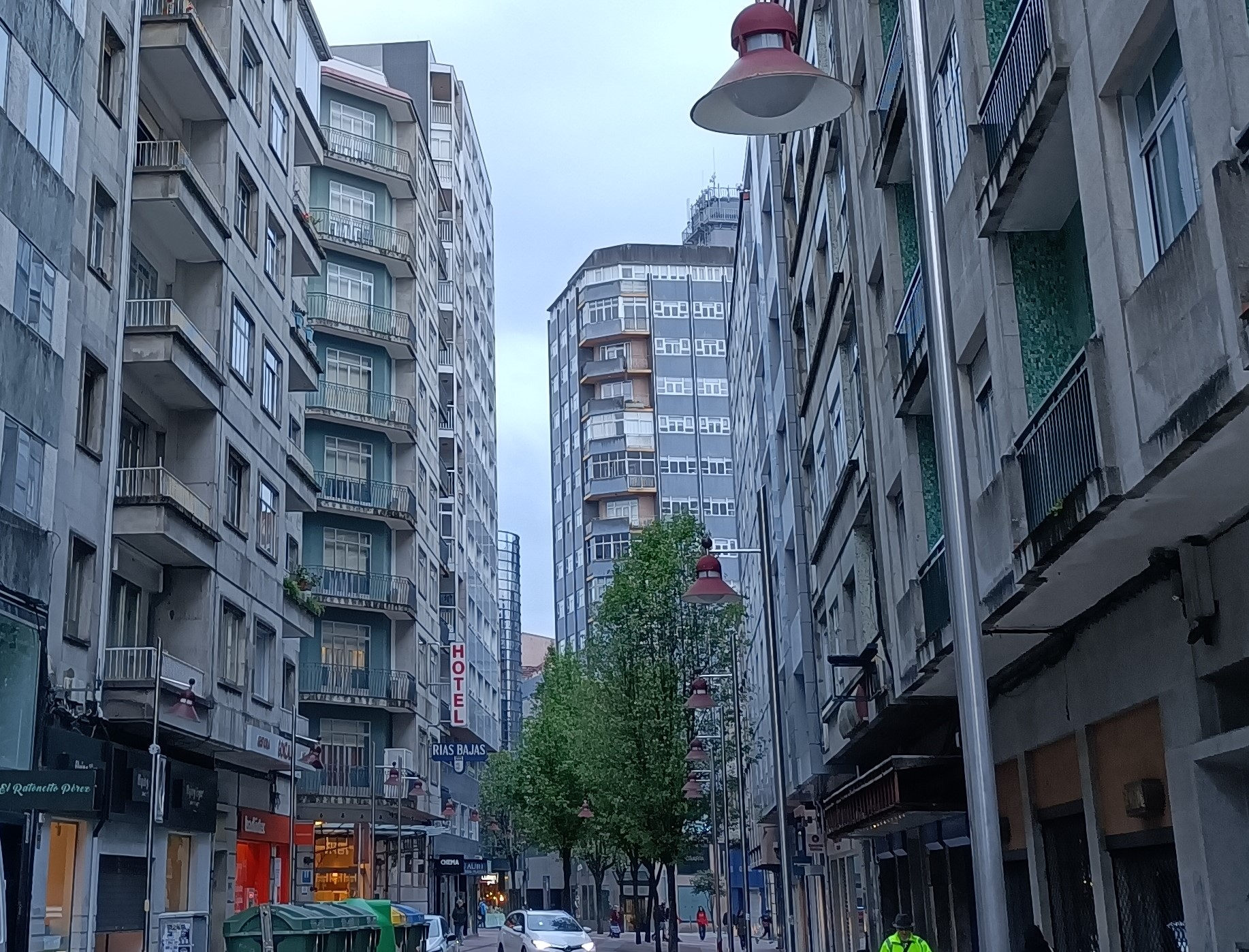
El Edificio Las Torres en el centro, al fondo de la calle Daniel de la Sota en 2024.

El Edificio Las Torres fue un icono de modernidad para Pontevedra. Con sus catorce pisos de viviendas de distintas superficies y 60 metros de altura, se convirtió en el edificio más alto de la ciudad en su tiempo, redefiniendo su paisaje urbano. Su estructura se ejecutó en cemento armado, garantizando solidez y durabilidad, mientras que su fachada, revestida en mármol y carpintería metálica, aportaba un aire elegante y vanguardista. El edificio presenta una composición simétrica en su fachada, caracterizada por un juego de volúmenes en los balcones volados dispuestos en esquina, que rompen la monotonía de los planos verticales. Destacan las bandas verticales de panelado gris, que estructuran visualmente el conjunto, reforzando la sensación de esbeltez. La disposición de las ventanas en franjas horizontales, así como los balcones (la mayoría de ellos acristalados hoy en día) que sobresalen rítmicamente, remiten a un lenguaje racionalista.
El inmueble, distribuido en 14 plantas de viviendas, entresuelo, planta baja y sótano con estacionamiento, ofreció una solución moderna a la creciente demanda de residencias urbanas. Las viviendas, aunque de distribución sencilla, respondían a los estándares funcionales de la época. En la planta baja se instaló la popular cafetería "Las Torres", que se convirtió en uno de los lugares más chic y frecuentados de la ciudad durante más de dos décadas.
La ejecución de la obra fue confiada a reconocidas firmas del sector: Unión Cristalera, Marmolería Gallega, Terrazos Riego, Frigoríficos Frimahe, y muchas otras que participaron en la decoración, instalaciones y equipamiento, lo que garantizó una calidad constructiva notable.
La planta baja se destina a usos comerciales y sirve de transición entre el espacio público y la parte residencial. El bajo comercial y el entresuelo del edificio han albergado diversos usos a lo largo del tiempo. Inicialmente, estos espacios acogieron la popular cafetería Las Torres, punto de encuentro habitual en la ciudad. En la década de 1990, el local fue ocupado por una oficina de la Caja de Ahorros de Pontevedra, y en 2014 pasó a albergar una notaría.
El Edificio Las Torres no solo supuso un hito arquitectónico en la capital pontevedresa, sino que también representó la ambición de una ciudad que miraba al futuro. Fue símbolo de una nueva etapa de crecimiento económico, desarrollo urbano y apertura hacia las corrientes arquitectónicas más avanzadas del siglo XX. Desde el punto de vista urbanístico, Las Torres constituye una pieza icónica del skyline de Pontevedra. A pesar de no formar exactamente parte de una corriente vanguardista, se inscribe dentro de un modernismo funcional y pragmático.